# أوسكار دياز (ملاكم)
أوسكار دياز (بالإنجليزية: Oscar Díaz)‏ مواليد 29 سبتمبر 1982 في سان أنطونيو، الولايات المتحدة - الوفاة 26 فبراير 2015 في سان أنطونيو، كان ملاكم محترف أمريكي صنّف ضمن فئة وزن الوسط.

## إحصائيات
خاض خلال مسيرته 31 نزالا، فاز في 26 ولم يتعادل وخسر في 3. فاز بالضربة القاضية في 20 نزالا.

## روابط خارجية
- أوسكار دياز على موقع بوكس ريك (الإنجليزية) (registration required)